# 典院

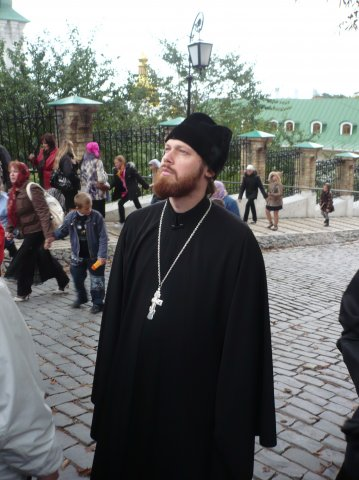
ロシア正教会の典院フィリップ。リヤサを着用し、十字架を胸にかけただけの、奉神礼の場面以外での簡素な普段の姿。こうした簡素な普段着の姿は、通常の司祭と異なるところはない。

典院（てんいん）とは、正教会の修道司祭のうち、高位の修道司祭の称号であり、修道院を管轄する修道院長たる修道司祭の称号である。日本ハリストス正教会の訳語。ギリシャ語の原義は「指導者」など。
- ギリシャ語: ἡγούμενος
- ロシア語・ブルガリア語: игумен
- ウクライナ語・ベラルーシ語: ігумен
- 英語: hegumen

19世紀以降、ロシア正教会では典院・掌院の称号のいずれもが名誉的な称号ともなり（無論依然としてロシア正教会にも修道院長としての実体のある典院・掌院も存在している）、「主教候補の前段階」ほどの意味合いで修道司祭がこれらに昇叙されるケースが増え、今日に至っている。